# La Salve

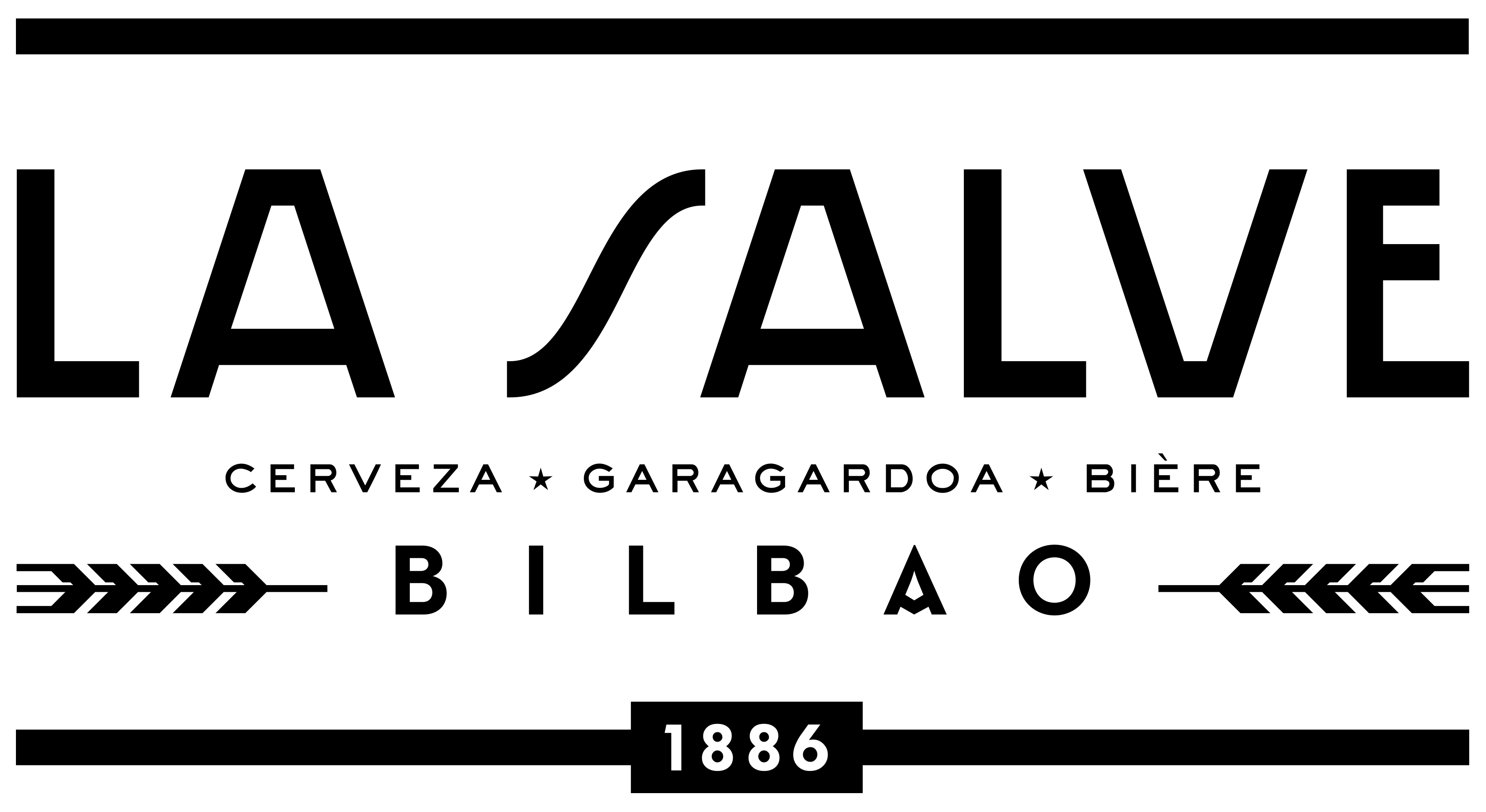
Logotipo da empresa

La Salve é uma cervejeira espanhola fundada em 1886 em Bilbao por José Schumann y Cordés. Originalmente, a fábrica La Salve estava localizada em Campa de La Salve, de onde herdou o seu nome. Em 1910, a cervejeira é adquerida pela família Pérez-Yarza. Em 1978 encerrou, sendo refundada em 2014, por um conjunto de emprendedores liderados por Eduardo Saiz Lekue e Jon Ruiz Ibinarriaga. Em 2017 o grupo Mahou San Miguel passou a ter 42,9% do seu capital.

## Gama de produtos
Lager Autentica, Estilo:Lager;  Álcool:5,0%; Prémios:Medalla Oro Barcelona Beer Challenge 2017/2018/2019.
Original, Estilo:Golden Ale;  Álcool:5,9%.
Txirene, Estilo:American Pale Ale;  Álcool:5,6%.
Sirimiri, Estilo:German Ale;  Álcool:5,3%.
Botxo, Estilo:Wheat Beer;  Álcool:4,4%.
Munich, Estilo:Dubble;  Álcool:6,2%.

## Fabrica
Desde 2018 possui uma fabrica própria em Bilbao, com capacidade inicial de 200.000 Lt, podendo chegar ao milhão de litros. Até aquela data a cerveja era produzida em Burgos pela Mahou San Miguel.

## Ingredientes
Toda a cevada utilizada é proveniente da província Basca de Álava.

## Mercados
Esta presente em 95% das lojas de alimentação e 25% das lojas de hotelaria da grande Bilbao, perfazendo 1.050 lojas. O País Basco representa 65-68% das vendas da empresa (em 2018/2019), sendo a sua quota de mercado (no País Basco) de 6%. É a quarta marca preferida pelos consumidores Bascos e a quinta marca em termos de facturação no Pais Basco. (em 2017). Na província de Biscaia é a segunda marca preferida (em 2018).
Relativamente ao restante território espanhol, a marca está presente em 23 províncias, especialmente na Cantabria, La Rioja, Navarra, Asturias, Alicante, Mallorca, Madrid, Barcelona, Alicante e Valencia.

### Evolução das vendas
A evolução da marca após o relançamento da mesma, foi a seguinte:
| Ano  | Vendas (em Lt) | Quota mercado (no Pais Basco) | Volume Negocio (em Euros) |
| ---- | -------------- | ----------------------------- | ------------------------- |
| 2014 | 30.000         |                               |                           |
| 2015 | 200.000        |                               |                           |
| 2016 | 800.000        | 4%                            |                           |
| 2017 | 1.500.000      | 6%                            |                           |
| 2018 | 1.800.000      |                               | 2.100.000                 |
| 2019 | 2.000.000      |                               |                           |

De referir que quando a marca foi relançada o objectivo era de vender 4.000.000 Lt en 2018, ter uma quota de mercado de 8-10% no País Basco e ter uma faturação de 14M€.

Relativamente  a gama, a Cerveja La Salve Lager Autentica representa 80% das vendas.